# Torrent Project
Torrent 项目或Torrent 搜索项目是Torrent 文件的元搜索引擎，它整合了来自其他流行的Torrent托管页面（例如ExtraTorrent）的链接。 它已被建议作为现已关闭的Torrentz.eu站点和KickassTorrents 的替代品，其索引包括超过 800 万个 torrent 文件，并且据说具有非常干净、简单的界面。 除了允许流行电影的 torrent 文件外，它还包含自制内容。  torrentproject.com 网站是2014年英国高等法院判决的一部分，该判决命令将其屏蔽。 它有一个 API，允许将搜索功能集成到应用程序中， 新闻站点TorrentFreak建议将来允许流式传输， 并且它采用了Torrents Time插件。 
该网站自2017年9月4日起关闭。 目前尚不清楚TorrentProject是否会重新上线